# Fat Princess
Fat Princess is een computerspel dat gedownload kan worden op de PlayStation Network. Het spel werd op 30 juli 2009 uitgebracht in Noord-Amerika, Europa en Australië.

## Gameplay
De speler sluit zich aan bij een van de twee teams. De twee teams moeten hun prinses redden uit het kasteel van het andere team. De twee teams kunnen hun gevangen prinses taart geven zodat ze zwaarder wordt, hierdoor wordt het moeilijker om de prinses te dragen. Spelers kunnen kiezen uit vijf klassen: magiër, priester, krijger, arbeider en boogschutter, elk met hun eigen sterktes. De klasse kan veranderd worden door hoeden op te pakken.

## Recensie
Fat Princess had anno 2015 een score van 80/100 op Metacritic gebaseerd op 53 recensies. IGN gaf het spel een 9/10. Ze prees de graphics en dat spelers van klasse kunnen veranderen wanneer ze willen, maar gaven kritiek op het feit dat er geen kamers zijn die beschermd kunnen worden met wachtwoorden. GameSpot gaf het spel een 7.5/10. Ze prees de "snelle, bloederige en spannende gevechten", maar kritiseerde de "licht ongebalanceerde klassen" en verbindingsproblemen.

## Trivia
- Het spel is opgenomen in het boek 1001 Video Games You Must Play Before You Die van Tony Mott.